# Christa Petroff-Bohne
Annemarie Christa Petroff-Bohne (geboren 1934 in Colditz) ist eine deutsche Formgestalterin und ehemalige Professorin. Sie zählt zu den wichtigsten deutschen Designerinnen der 1950er- und 1960er-Jahre. Sie baute an der Kunsthochschule in Berlin den Lehrbereich Visuelles Gestalten im Rahmen des Fachs Produktdesign auf. Sie war als Gestalterin für Betriebe der DDR tätig.

## Leben
Christa Petroff-Bohne absolvierte bis 1949 in der Steingutfabrik Colditz AG eine Ausbildung zur Keramikmalerin und arbeitete dann bis 1951 in ihrem Beruf. 1951 bis 1953 studierte sie an der Hochschule für Bildende Künste in Dresden. Es folgte ein Studium bei Wolfgang Henze und Rudolf Kaiser an der Hochschule für Angewandte Kunst in Berlin-Weißensee im Fach Formgestaltung. Das Studium schloss sie 1955 mit Diplom ab. Kurz arbeitete sie danach als künstlerische Mitarbeiterin am Institut für Angewandte Kunst Berlin.
1956 baute sie, zunächst zusammen mit dem Leiter des Fachgebiets Rudolf Högner, den Lehrbereich Visuelles Gestalten an der Kunsthochschule in Weißensee auf, dessen Leitung sie später übernahm. Ab 1966 hatte sie eine Lehrtätigkeit an der Kunsthochschule. 1978 übernahm sie die Verantwortung für die Abteilung Keramik. 1979 erfolgte eine Ernennung zur Professorin. Die Lehrtätigkeit setzte sie an der Kunsthochschule bis 2002 fort.
Zudem war sie ab Mitte der 1950er-Jahre für den VEB Auer Besteck- und Silberwaren als Gestalterin tätig, ebenso für den VEB Elektrogerätewerk Suhl. Zwischen 1956 und 1959 waren es mehr als 80 Produkte, die sie gestaltete und die in hohen Stückzahlen produziert wurden. 1984 erhielt sie den Designpreis der DDR. Sie war bis 1990 Mitglied des Verbands Bildender Künstler der DDR.
In den 1990er-Jahren war Petroff-Bohne Juryvorsitzende sowie Jurymitglied zur Verleihung des Sächsischen Staatspreises für Design und des Thüringer Preises für Produktdesign.

## Produktgestaltung (Beispiele)

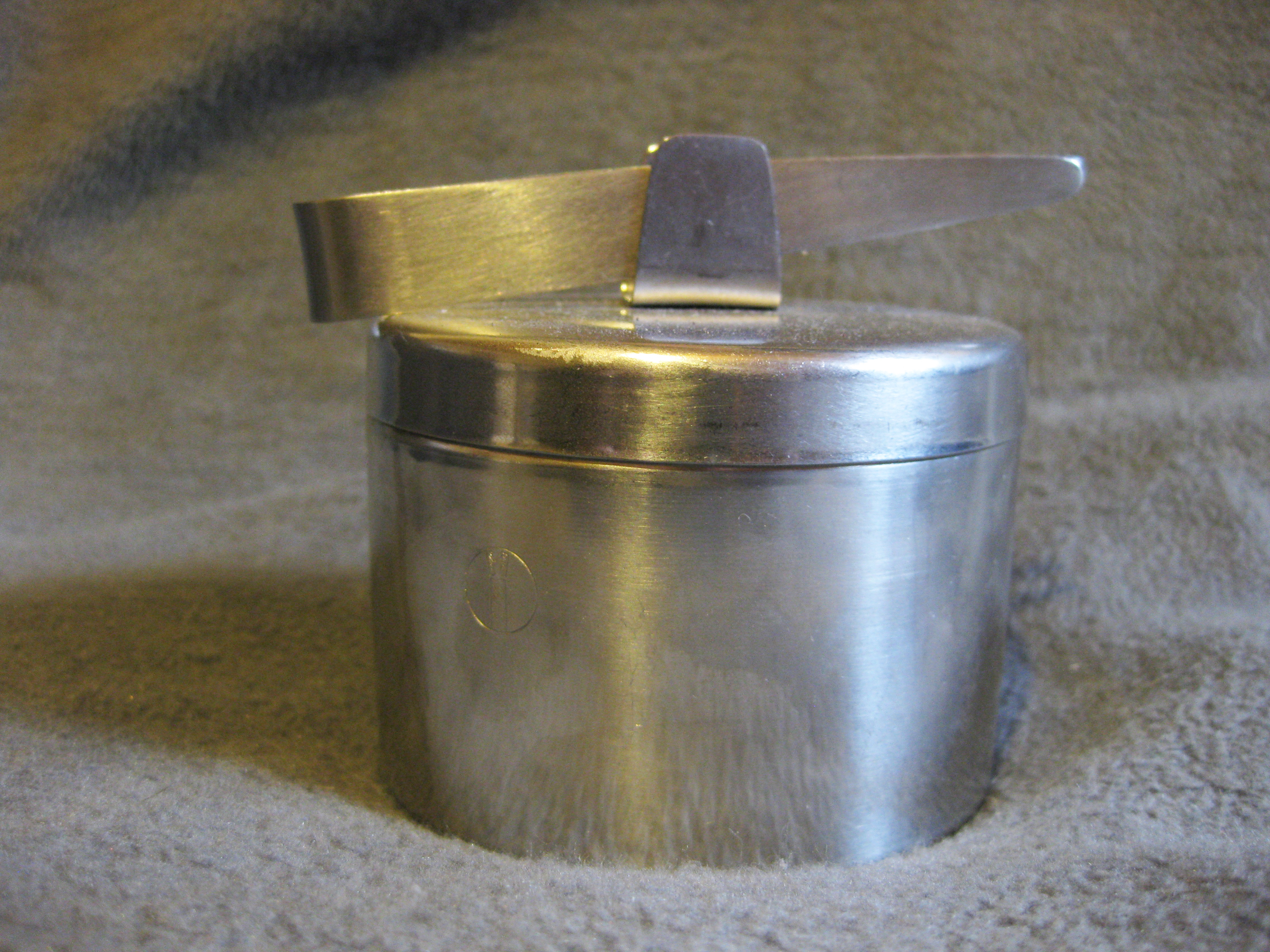
Zuckerdose der Reihe „ABS rostfrei 188“ von Christa Petroff-Bohne

- Besteck „Modell 541“, ABS, von 1957[4]
- Besteck „Modell 542“, ABS, von 1958[5]
- Besteck „Modell 120“, ABS, von 1960[6]
- Edelstahlgeschirrset „ABS rostfrei 188“[7], entwickelt zwischen 1959 und 1968, zum Teil bis 1990 produziert
- Rührgerät „Komet RG 5“ von 1967[8]

## Ausstellungen (Auswahl)

### Einzelausstellungen
- 2020: Schönheit der Form – Die Designerin Christa Petroff-Bohne[1]
- 2021: Schönheit der Form – Die Designerin Christa Petroff-Bohne. Museum für Kunst und Gewerbe Hamburg

### Ausstellungsbeteiligungen
- 1958/1959: Dresden, Vierte Deutsche Kunstausstellung
- 1979: Berlin, Bezirkskunstausstellung

## Auszeichnungen
- 1961: „Goldmedaille für hervorragende Formgebung“ vom Institut für Angewandte Kunst Berlin
- 1984: Designpreis der Deutschen Demokratischen Republik[3]
- 2024: Bundesverdienstkreuz am Bande[9]

## Publikationen
- Angelika Petruschat (Autorin), Silke Ihden-Rothkirch (Autorin, Herausgeberin), Christa Petroff-Bohne (Autorin), Jörg Petruschat (Autor, Herausgeber): Schönheit der Form. Die Designerin Christa Petroff-Bohne. 1. Auflage. form + zweck Verlag, Berlin 2020, ISBN 978-3-947045-17-4.
- Hein Köster[10] (Autor) in „Museumsjournal“, Oktober 1999, S. 76: Christa Petroff-Bohne. Designerin und Hochschullehrerin.[11]
- Rainer W. Ernst (Autor), Hein Köster (Autor), Heinz Hirdina (Autor), Günter Heidrich (Autor), Christa Petroff-Bohne (Autor), Wilhelm S, Seisser (Vorwort), Wilhelm Siemen (Hrsg.): Christa Petroff-Bohne: Eine ostdeutsche Designer-Biographie. Verlag: Zweckverband Dt. Porzellanmuseum (2000), ISBN 3-927793-59-0.